# 朴有煥
朴有煥（1991年3月9日—），韓國男演员，韓國男子團體JYJ成員朴有天的弟弟。

## 演出作品

### 電視劇
- 2011年：MBC《燦爛人生》飾演 韓書佑
- 2011年：MBC《階伯》飾演 培祖
- 2011年：SBS《千日的约定》飾演 李文權
- 2012年：Channel A《K-POP最強生死戰》飾演 姜宇賢
- 2012年：MBC《不能沒有你的生活》飾演 金珉道
- 2014年：tvN《需要浪漫3》飾演 李佑英
- 2015年：MBC《她很漂亮》飾演 金俊宇

### 電影
- 2016年：《舞水端（朝鲜语：무수단 (영화)）》飾演 具允吉
- 2017年：《One Line》飾演 赫鎮

## 綜藝節目
- 2016年：SBS《叢林的法則》（巴拿馬篇）

## 外部連結
- NAVER （页面存档备份，存于）
- 朴有煥的Facebook專頁
- 朴有煥的X（前Twitter）
- 朴有煥的Instagram帳戶